# Santa Cristina de Padreiro
Santa Cristina de Padreiro ist ein Ort und eine ehemalige Gemeinde (Freguesia) im nordportugiesischen Kreis Arcos de Valdevez. In der Gemeinde lebten 76 Einwohner (Stand 30. Juni 2011).
Am 29. September 2013 wurden die Gemeinden Padreiro (Santa Cristina) und Padreiro (Salvador) zur neuen Gemeinde União das Freguesias de Padreiro (Salvador e Santa Cristina) zusammengefasst.